# 新シルクロード
新シルクロード（しんシルクロード）とは、日本放送協会（NHK）が「NHKスペシャル」の枠内で放送しているドキュメンタリーのシリーズである。

## 概要
NHKは2005年1月1日から放送開始80周年記念事業として新作「新シルクロード」をNHKスペシャルの枠で制作・放送した。キャスターは松平定知、音楽監督はチェロ奏者のヨーヨーマ。最初のシルクロードの中国シリーズとほぼ同じ構成で番組を制作し、25年の歳月を経て新旧のシルクロードの風景を比較する試みも行われた。その後、2007年4月より続編として、中央アジアからイラン、トルコに至るルートを取材した「新シルクロード　激動の大地をゆく」の放送が開始されている。
「新シルクロード」を放映するにあたっては、その前後で「NHKアーカイブス」枠内などを使い、最初のシルクロードのうち対応するエピソードを放送。また中国編放送の前に、関連特集番組として「秘境シルクロード」が放映された。
本シリーズのサウンドトラックはヨーヨー・マ＆シルクロード・アンサンブルが演奏し、2005年7月22日から30日にかけて愛知万博「Love The Earth」会場にて全7回のライブ公演を行った。

## タイトル一覧

### 「秘境シルクロード」
1. 熟年ラクダ隊タクラマカン砂漠を行く
2. 魔鬼城
3. カナス～森と伝説の湖～

### 「新シルクロード」中国編（全10集+プロローグの全11篇）
カッコ内は総合テレビでの放映日。1月と12月以外はいずれも原則第3日曜日。
- ナレーション：松平定知
- テーマ音楽：ヨーヨー・マ

プロローグ・25年目のシルクロード（2005年1月1日）
1. 「楼蘭　四千年の眠り」（2005年1月2日）
2. 「トルファン　灼熱の大画廊」（2005年2月20日）
3. 「草原の道　風の民」（2005年3月20日）
4. 「タクラマカン　西域のモナリザ」（2005年4月17日）
5. 「天山南路　ラピスラズリの輝き」（2005年5月15日）– アメリカニューヨークフェスティバルで金賞受賞[2]。
6. 「敦煌　石窟に死す」（2005年6月19日）
7. 「青海　天空をゆく」（2005年9月18日）
8. 「カラホト　砂に消えた西夏」（2005年10月16日）
9. 「カシュガル　千年の路地に詩が流れる」（2005年11月20日）
10. 「西安　永遠の都」（2005年12月11日）

「総集編1」（2006年3月25日）
「総集編2」（2006年3月26日）
特記事項
- 衛星ハイビジョンテレビでは、原則として総合テレビでの放送1週間前に当たる第2月曜日（但しプロローグ編は2004年12月24日、第1集の1月10日は総合テレビでの放送後）に「ハイビジョン特集・シルクロード全集」の後半のパートとして放映された。また新作との比較という意味合いを込めて、1980年製作の「シルクロード-絲綢之路-」を「シルクロード～デジタル新装版～」と題した番組を総合テレビの「特選アーカイブス・シルクロード」として、また衛星ハイビジョンテレビでは「ハイビジョン特集・シルクロード全集」の前半パートとしてそれぞれの作品の放映予定日に同日放送された。
- プロローグは2時間番組として放送されたが、2005年3月16日深夜にアンコール再放送された際にはヨーヨー・マとシルクロードアンサンブルをテーマにした番組と25年目の再会をテーマにした番組をそれぞれ1時間に再編集した内容で放送された。
- 第9集のタイトルは当初告知されていた「カシュガル 探検家たちのグレートゲーム」から「カシュガル 千年の路地に詩が流れる」に変更された。

### 「新シルクロード　激動の大地をゆく」
2007年4月から12月に総合テレビで放送され、後に各90分の特別版「ハイビジョン特集　新シルクロード　激動の大地をゆく」が放送された。テーマ音楽はヨーヨー・マとシルクロード・アンサンブル、挿入曲は吉田潔、語りは松平定知、古野晶子、石坂浩二、壇ふみが担当。
全7回。テーマ音楽・ナレーターは前作に同じ。
1. 「炎と十字架」（2007年4月15日）
2. 「シバの女王の末裔たち」（2007年5月20日）
3. 「オアシスの道は険し」（2007年6月17日）
4. 「荒野に響く声　祖国へ」（2007年6月24日）
5. 「望郷の鉄路」（2007年9月30日）
6. 「“希望”の門　トルコとクルド・2つの思い」（2007年10月28日。同年12月26日の放送では「トルコ横断1800キロ」と改題）
7. 「祈り　響く道」（2007年12月2日）

「放浪の道 ユーラシア」2008年3月23日　
「祈りの道 アラビア」2008年3月24日　
特記事項
- このシリーズにおいては前回のシリーズとの対比を止め、各取材地の現在の様子を伝えることに重点をおいている。
- NHKそのものの放送枠見直しにより、地上波放送分は1本49分で放送されている。
- 「“希望”の門　トルコとクルド・2つの思い」について、駐日トルコ大使はNHKの橋本元一会長あてにトルコ軍との緊張が高まっている武装組織・クルディスタン労働者党（PKK）を取り上げた内容が「一方的でテロ組織の活動を正当化するもの」と主張して再放送の中止などを求める抗議文を送っている。これを受け、同年12月26日の放送では「トルコ横断1800キロ」と改題、内容もクルド人に対するトルコ政府の圧力に関する部分が削除されるなど、大幅に改変されてしまった。

## 関連書籍
- 『NHKスペシャル 新シルクロード』 （全5巻）、2005年
- 『NHKスペシャル 新シルクロード 激動の大地をゆく』（上・下）、2007-2008年
- 『写真集 新シルクロード』 2005年 - 各・NHK出版、稲越功一・大村次郷・長倉洋海・林義勝撮影